# Eublemma ochricosta
Eublemma ochricosta is een vlinder van de familie van de spinneruilen (Erebidae). De wetenschappelijke naam van deze soort is voor het eerst voorgesteld door George Francis Hampson in een publicatie uit 1916.
De soort komt voor in Saudi-Arabië, Soedan, Somalië en Tanzania.